# Monsanto
A Monsanto egy amerikai multinacionális vegyi, mezőgazdasági és biotechnológia vállalat volt, mely leginkább Roundup márkájú gyomirtójáról és a génkezelt magok terjesztéséről volt ismert.
A Creve Coeurban székelő vállalatot 1901-ben alapította John Francis Queeny, és a cég az 1940-es évekre az egyik első számú műanyaggyártó lett az Egyesült Államokban. A vállalat sokáig a top 10 vegyipari cég között maradt hazájában, mígnem ezt a részlegét 1997 és 2002 között le nem építette, hogy ehelyett a biotechnológiára koncentrálhasson. A Monsanto a Forbes magazin szerint 2010-ben az év vállalata volt, és ugyanez a lap 2012-ben a 10. leginnovatívabb vállalatnak nevezte.
A cég és alkalmazottai az elsők között voltak, akik genetikailag módosított növényi sejtet hoztak létre. William Standish Knowles a cégnél 1960 és 1986 között a katalitikus aszimmetrikus hidrogenizáció terén végzett kutatásaiért, Nojori Rjódzsival közösen 2001-ben kémiai Nobel-díjat kapott.
Mint a biotechnológia egyik úttörője, a Monsanto üzleti modelljében fontos szerepet játszottak a szabadalmak, amik azonban konfliktusban álltak az általánosan elfogadott mezőgazdasági gyakorlattal, mely szerint a farmerek tárolják, újrahasznosítják, megosztják és fejlesztik a különböző növényeket. Ennek és olyan bizonytalan egészségügyi és természeti hatású termékeinek köszönhetően, mint a génkezelt magok vagy a teheneknek adagolt növekedési hormon, a Monsanto volt az egyik legnegatívabb megítélésű vállalat a világon.
2018-ban egyesült a német Bayer AG-val.

## Története
A Monsantót 1901-ben St. Louisban alapította John Francis Queeny részben saját pénzből, részben pedig egy üdítőital-forgalmazó tőkéjéből. A vállalat neve Queeny feleségének leánykori nevéből származik. A cég első terméke a szacharin volt, amit a Coca-Colának adott el.
A cég 1919-ben lépett be az európai piacra a vanilin, az aspirin és annak hatóanyaga, az acetilszalicilsav gyártásával, majd később gumigyártáshoz szükséges vegyi anyagokkal. Az 1920-as évektől a Monsanto elkezdett alapvető vegyi anyagokat is gyártani, mint a kénsav vagy a PCB-k.
A vállalat az 1940-es években megjelent a mosószerek piacán is, de ugyanezen évtizedben részt vettek az atombomba kifejlesztéséhez szükséges Manhattan tervben is. 1944-ben a vállalat 15 másik mellett hozzákezdett a DDT gyártásához, ami az adott korban rendkívül pozitív visszhangot kapott, ám később betiltották túlzott toxicitása miatt. Amikor az Egyesült Államok 1979-ben betiltotta a PCB-k gyártását, a Monsanto volt az utolsó belföldi gyártó. A vállalat fontos terméke volt a vietnami háború során használt Agent Orange is.
A vállalat az 1970-es évektől a LED-ek gyártásában is részt vett, annak egyik úttörője volt. Az 1960-as évek közepén indultak William Standish Knowles kutatásai, melyek gyakorlati eredménye a Parkinson-kór gyógyítására használatos L-dopa létrehozása volt, és amiért később Knowles kémiai Nobel-díjat kapott.
1982-ben a cég elsőként módosított genetikailag egy növényi sejtet, 1985-ben pedig felvásárolta a G. D. Searle & Company-t, amelynek mérnökei 1993-ban létrehozták a Celebrex nevű gyógyszert. Ennek a gyógyszernek a sikere lehet az egyik oka, hogy a vállalat gyógyszeripari részlegét 2002-ben megvette a Pfizer.
1994-től a vállalat a tehenek számára adagolható növekedési hormont is gyártott, ám ezt később eladta.
Az erősödő kritikák hatására a cég létrehozott egy „hírszerzési fúziós központot”, amely 2015 és 2017 között megfigyelte bizonyos újságírók és aktivisták tevékenységét.
A Bayer német vegy- és gyógyszeripari konszern 2016-ban felvásárlási ajánlatot tett 66 milliárd dollár értékben. Az európai és amerikai versenyjogi hatóságok 2018-ban engedélyezték a fúziót. A Bayer–Monsanto azt tervezi, hogy megszünteti a Monsanto nevet.

## Termékei

### Glifozát gyomirtók
A Monsanto a legnagyobb gyártója a glifozát alapú gyomirtóknak, melyeket az Egyesült Államokban Roundup néven dob piacra. Bár a glifozát laboratóriumi vizsgálatok szerint születési rendellenességeket okoz a kísérleti állatok esetében, az emberre gyakorolt hatásai nem tisztázottak.
A francia Seralini által vezetett kutatás kimutatta, hogy a glifozát – Roundup nevű adjuváns jelenlétben – a humán embrionális köldök- és méhlepény- sejtvonalakon DNS töredezést és sejtpusztulást okoz. Laborkísérletek már egyértelműen a glifozáthoz tudtak kötni bizonyos születési rendellenességeket is.
2015 márciusában a WHO szakirányú szervezete, az IARC az ember számára valószínűleg rákkeltő anyagok osztályába sorolta a glifozátot.  A Monsanto a besorolással nem ért egyet.

### Vetőmagok
A cég jelenleg többféle mezőgazdasági vetőmagot árul, ezek jelentős része genetikailag módosított. A leghíresebb ilyen termékek a glifozátra rezisztens Roundup Ready néven forgalomba kerülő magok, melyek a cég egyébként vitatott Roundup nevű gyomirtójára teszik immunissá a növényeket. A teljes Roundup divízió a cég bevételeinek 50%-át teszi ki.
A másik génmódosított termék, a Bacillus thuringiensis toxinját előállító, így a rovarirtókat feleslegessé tevő növények magva.

### PCB
A poliklórozott bifenilek (PCB) klórt tartalmazó szerves vegyületek, melyekben a klóratomok egy bifenil gyűrűhöz kapcsolódnak. A PCB-k egy kb. 200 különböző rokonvegyületből álló csoportot alkotnak. A rákkeltő vegyszert az 1970-es években elektronikai cikkek gyártásakor használták mint dielektrikum, hővezető folyadék vagy a szénmentes fénymásolópapír egyik alapanyaga. Kiderült, hogy nem lebomló vegyület, amely beépül az élő szervezetbe, így az ember vérébe is, ezért Európában betiltották.
Mióta a PCB-t világszerte betiltották, a Monsanto sem gyártja őket többé. Érdekes adalék, hogy a vállalat 1926-ban, amikor a környezeti szabályozás helyi szinten határozódott meg, saját várost is alapított Monsanto néven. Ma ez a település Sauget néven ismert és az egyesült államokbeli Illinois államban található. Az amerikai környezetvédelmi hatóság szerint, noha a PCB-k gyártását az 1970-es években betiltották, a város a régió legszennyezettebb területei közé tartozik.
2002-ben a The Washington Post írt az alabamai Anniston Monsanto általi szennyezéséről, ahol a vállalat 40 évig tudatosan ürítette a higanyt és a PCB-vel szennyezett szemetet a környékbeli patakokba.

### Tehén növekedési hormon
A tejhozamot 11-16%-kal növelő szintetikus hormon is a Monsanto találmánya, amit a vállalat annak vitatottsága miatt 2008-ban eladott.

### Lehetséges termékek

#### Öngyilkos magvak
Az öngyilkos magvak lehetetlenné tennék, hogy a termés vetőmagként újrafelhasználható legyen, aminek lehetősége számos tiltakozást váltott ki világszerte. A Monsanto végül ígéretet tett arra, hogy ilyen termékeket nem dob piacra, és ezt az ígéretét eddig tartotta is.

## Fordítás
Ez a szócikk részben vagy egészben  a   Monsanto című angol Wikipédia-szócikk ezen változatának fordításán alapul.  Az eredeti cikk szerkesztőit annak laptörténete sorolja fel. Ez a jelzés csupán a megfogalmazás eredetét és a szerzői jogokat jelzi, nem szolgál a cikkben szereplő információk forrásmegjelöléseként.

## Külső hivatkozások
- Minden tányérban ott van a világ leggyűlöltebb cége – Index, 2016. június 20.